# リベラ県
リベラ県（リベラけん、西: Departamento de Rivera）は、ウルグアイ北東部に位置する県。1884年10月1日に設立された。県都はリベラ。

## 主な都市
人口データは2011年の国勢調査による。
| 都市                 | 人口   |
| -------------------- | ------ |
| サンタ・テレサ       | 2,657  |
| トランケラス         | 7,235  |
| ビチャデロ           | 3,698  |
| マンドゥビ           | 6,019  |
| ミナス・デ・コラレス | 3,788  |
| ラグノン             | 2,376  |
| ラ・ペドレラ         | 3,363  |
| リベラ               | 64,465 |